# Beharovce
Beharovce (Hongaars: Beharóc) is een Slowaakse gemeente in de regio Prešov, en maakt deel uit van het district Levoča.
Beharovce telt 164 inwoners.